# イヴァン・ティティ
イヴァン・ティティ（Yvann Titi、2006年5月5日 - ）は、フランスとアンゴラのサッカー選手。ポジションはDF。

## クラブ歴
USクレテイユ＝リュシタノの下部組織でサッカーを始めて、ASショワジー＝ル＝ロワ、USトルシを経て2021年にトロワACの下部組織に加入した。2023年12月26日に行われたリーグ・ドゥでフル出場し選手初出場を記録した。

## 代表歴
年代別代表ではフランス代表として出場を重ねている。
U-17代表として2023年にはUEFA U-17欧州選手権2023に参加し準優勝、その後2023 FIFA U-17ワールドカップでも準優勝を記録した。